# Temple Yonghe
El temple Yonghe (en xinès: 雍和宮, en pinyin: Yonghegong) literalment es tradueix com Temple de la Pau i l'Harmonia. És conegut també com el temple lamaista de Pequín és considerat el monestir més gran i important del budisme tibetà fora del territori tibetà. El temple es va començar a construir durant la dinastia Qing, i va arribar a ser el més alt a l'època. Actualment, es troba al districte de Dongcheng a Pequín i és un dels més visitats de la capital xinesa.

## Història
El temple Yonghe es començà a construir al 1694 com a espai residencial del príncep Yinzhen, posteriorment anomenat príncep Yong. Finalment, quan es va assumir el paper d'emperador, concretament el quart de la dinastia Qing, canviant el seu nom a Yongzheng, la residència va passar a ser un "palau de viatge" (en xinès: 埴宮, xinggong), és a dir, una residència temporal per l'emperador.
Set anys després de la mort de Yongzheng, al 1744, durant el període de regnat de l'emperador Qianlong, s'iniciaren una sèrie de reformes arquitectòniques per canviar la funció de l'espai, convertint-lo en un monestir i una escola monàstica on es formaria a nous monjos budistes tibetans. En aquest canvi té molta importància la figura de Changkya Rölpé Dorjé, un mestre budista tibetà de la cort durant la dinastia Qing, qui va ser educat juntament amb l'emperador Qianlong, fet que els va unir molt. Aquestes reformes també es veieren influenciades per la visita a Pequín de Lobsang Palden Yeshe, el sisè Panchen-Lama, el que va provocar una gran propagació del budisme tibetà gestionada des d'aquest palau.

## Distribució i arquitectura
El palau s'estén en una superfície de 66.000 metres quadrats, i és artísticament una barreja d'estils xinès, mongol i tibetà. Consta de diversos pavellons i salons dins dels quals hi ha manifestacions artístiques escultòriques i pictòriques.
La porta principal és anomenada la Porta de la Claredat i la Prosperitat (Zhaotaimen), i consta de tres arcs commemoratius que donen pas al camí imperial (Niandao), per on circulaven els carruatges. Després del camí imperial s'hi troba la Porta Zhaotai, també anomenada Porta Liuli, que consta de tres portes, la central de les quals era només utilitzada pel pas dels emperadors, i dona pas al tercer pati del palau, on s'hi troba el Pavelló del Rei Celestial (Tianwang Dian). Aquest pavelló era l'antiga entrada principal a la residència imperial del príncep Yinzhen, i encara queda constància d'aquesta antiga funció gràcies a un cartell que indica la Porta de l'Eterna Harmonia.
A l'est i a l'oest del tercer pati s'hi troben de forma simètrica la Torre de la Campana i la Torre del Tambor. La campana, antigament, es tocava tots els matins perquè els lames poguessin fer els seus càntics de sutres. Es creu que només es tocaven a l'hora la campana i el tambor quan els emperadors o el Panchen Lama anaven al temple a venerar a Buda.
El pavelló de l'Eterna Harmonia (Yonhegong), el pavelló principal del quart pati, va ser construït en primer moment en funció de què el príncep conegués a oficials abans de ser emperador. A l'interior hi ha una estela on s'hi va tallar un text sobre els orígens i les finalitats del lamaisme escrit per l'emperador Qianlong en quatre idiomes: han, manxú, mongol i tibetà.

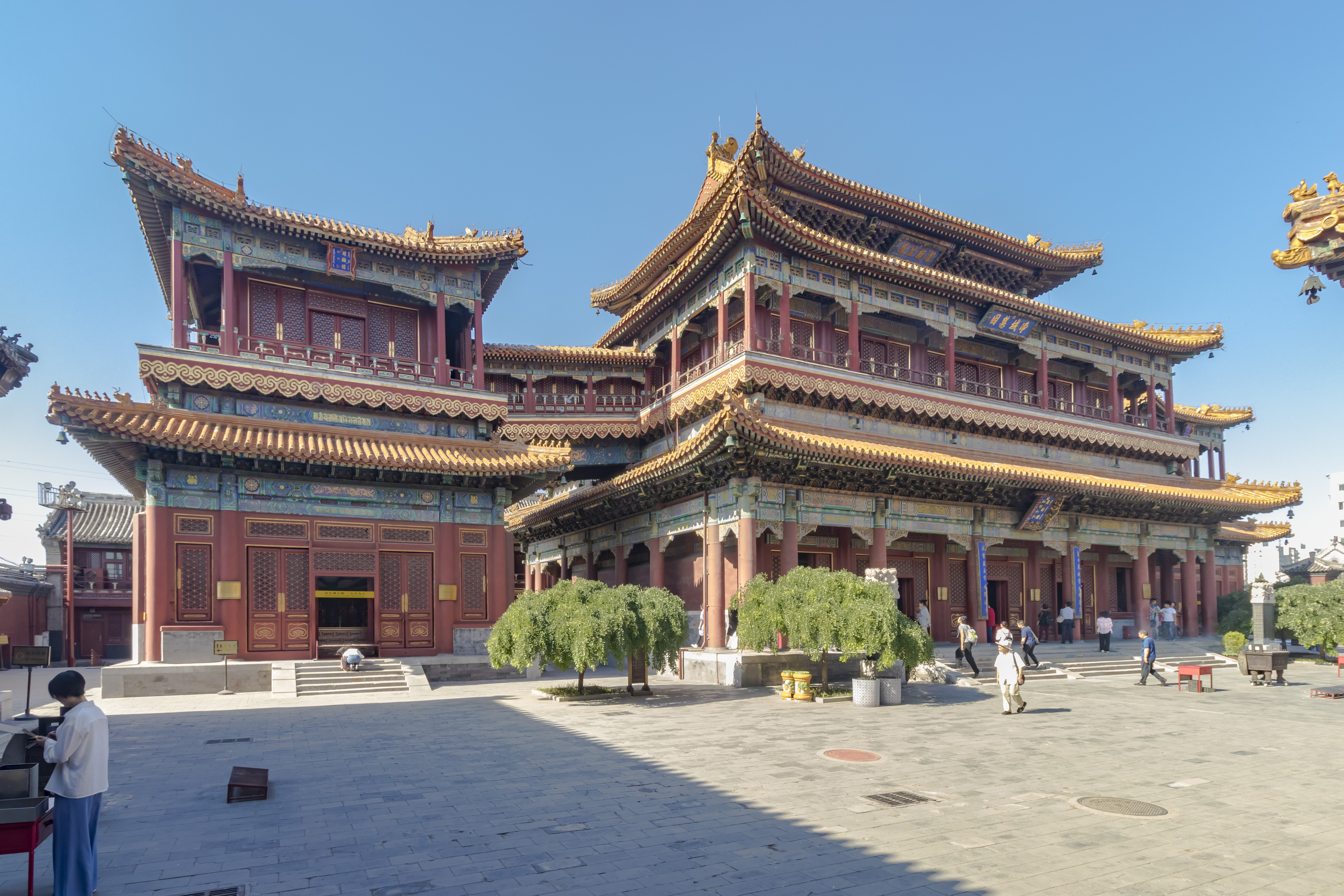
El pavelló de les Deu Mil Felicitats i el passadís que el connecta amb el Saló de la Pau Duradora.

Per acabar, el Pavelló de les Deu Mil Felicitats (Wanfu Ge) és el palau al final del tot del complex monàstic, i és l'estructura més alta del conjunt, arribant a mesurar 25 metres. També es coneix aquest pavelló com a Wanfo Ge (Pavelló dels Deu Mil Budes), degut a les deu mil petites escultures de Buda al seu interior. El pavelló de tres pisos es troba connectat amb els dos edificis de dos pisos que el flanquegen (el Saló de l'Etern Benestar i el Saló de la Pau Duradora) mitjançant passadissos suspesos en l'aire subjectats pels propis edificis.

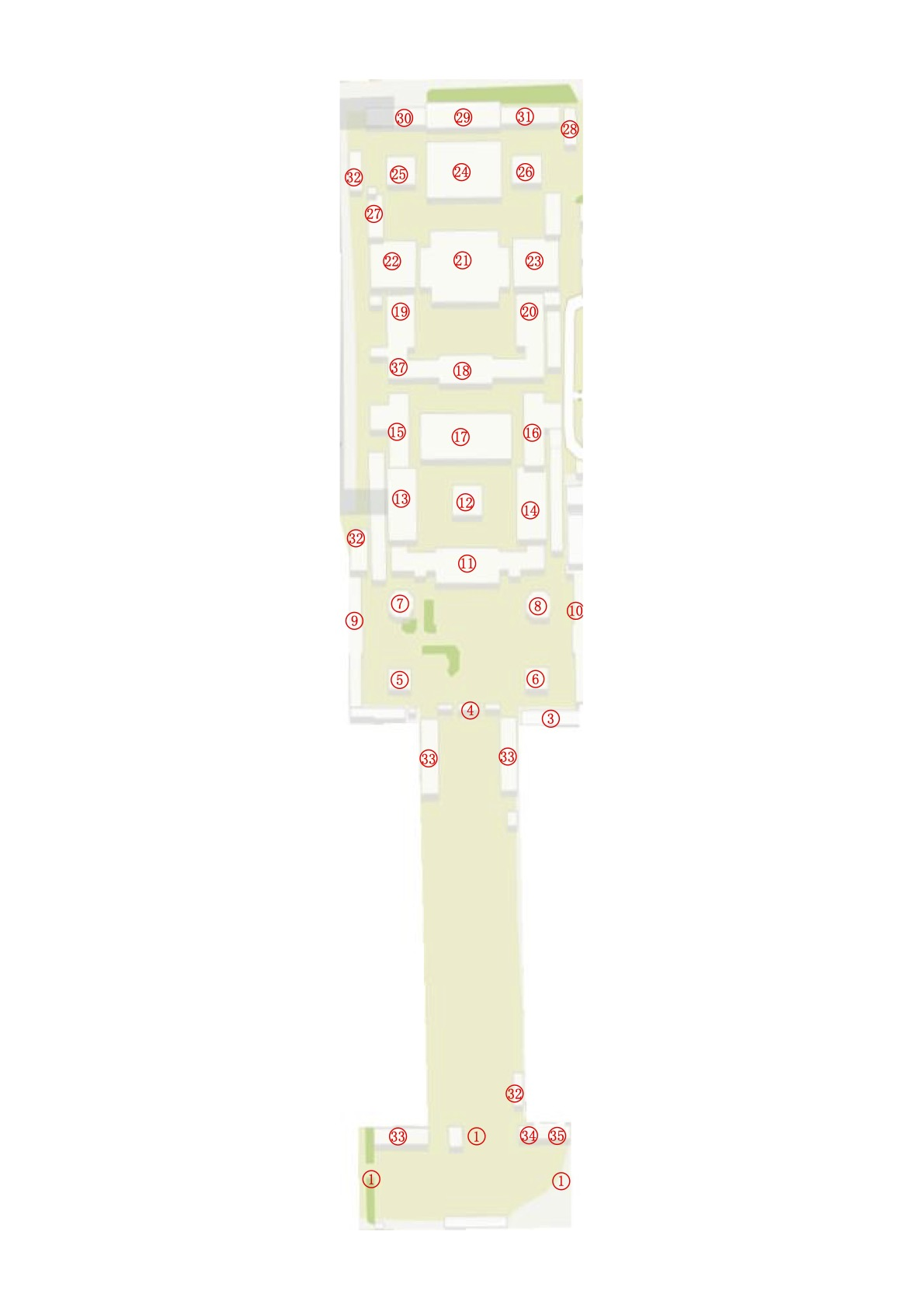
Plànol del recinte

## Motius escultòrics
El temple Yonghe també té una gran varietat d'elements escultòrics distribuïts pels diferents espais. Un bon exemple n'és al Pavelló del Rei Celestial, a cada costat del qual hi ha dues escultures de bronze detallades que representen lleons, fetes durant l'etapa de l'emperador Qianlong. També hi ha quatre escultures que representen els Quatre Reis Celestials, els protectors del budisme i els seus ideals en cadascuna de les direccions cardinals. El Rei de l'Est es representa en color blanc trepitjant una pipa, un dels instruments tradicionals xinesos, el Rei de l'Oest, d'un color vermellós, apareix amb un drac enroscat al braç, el del Nord representat en verd, té un paraigües a la mà, i el Rei del Sud, de color blau, té una espasa a les mans.
Al centre del Pavelló de l'Eterna Harmonia hi ha una escultura on es representen els Budes dels tres temps: Sakyamuni, Mahakasyapa i Maritreya. També hi ha 18 escultures d'Arhats (9 en cada costat col·locades de forma simètrica), que eren personatges als quals el buda històric va demanar que es quedessin eternament al món per expandir el budisme i els seus principis. A l'exterior del pavelló, s'hi troba un encenser d'uns quatre metres d'alçada subjectat per tres peus, decorat amb dos dracs que juguen amb una perla. Es creu que utilitzaven l'encens quan anaven els emperadors durant la dinastia Qing.

## Galeria d'imatges

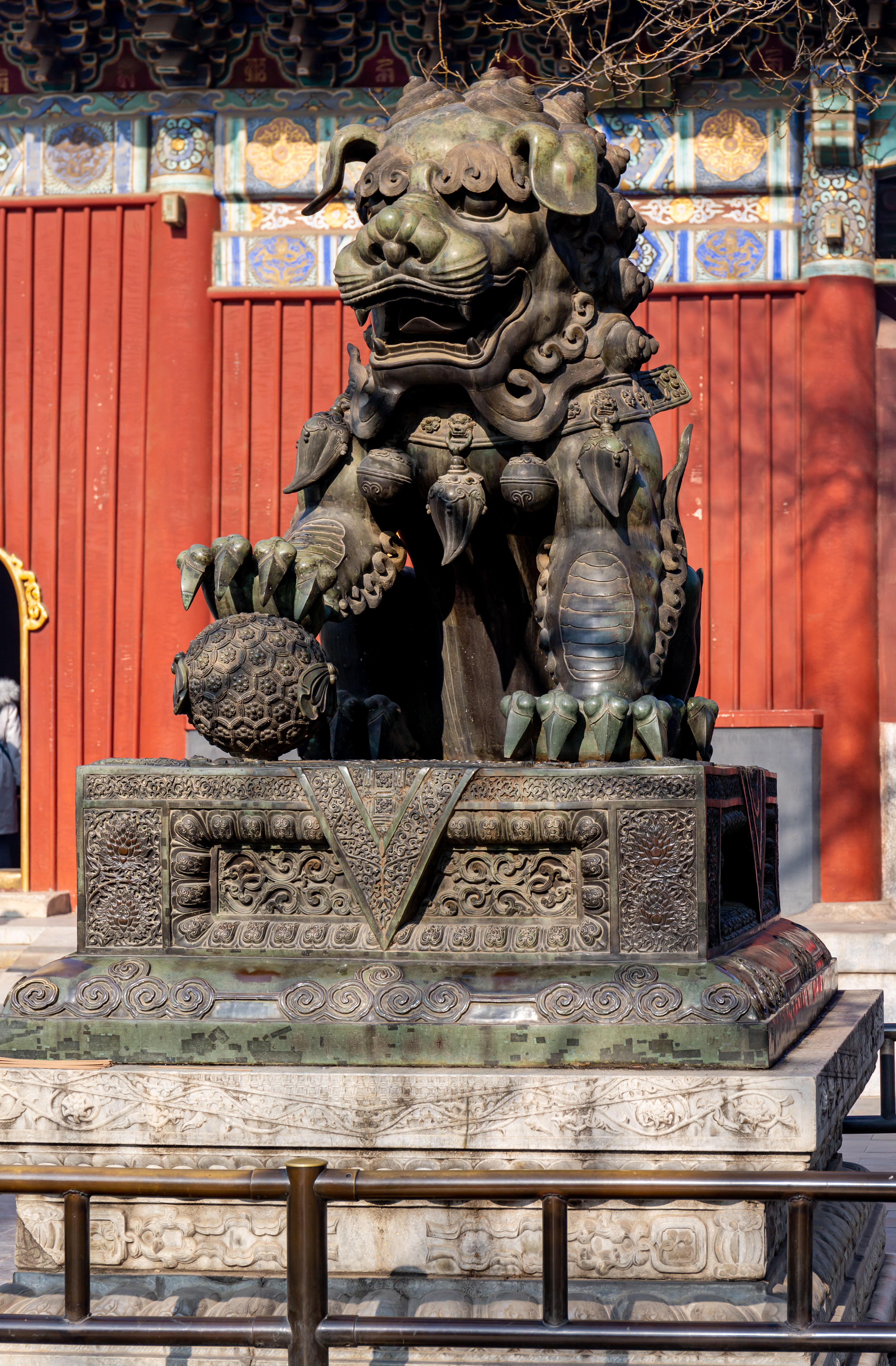
Escultura d'un lleó guardià a l'exterior del temple
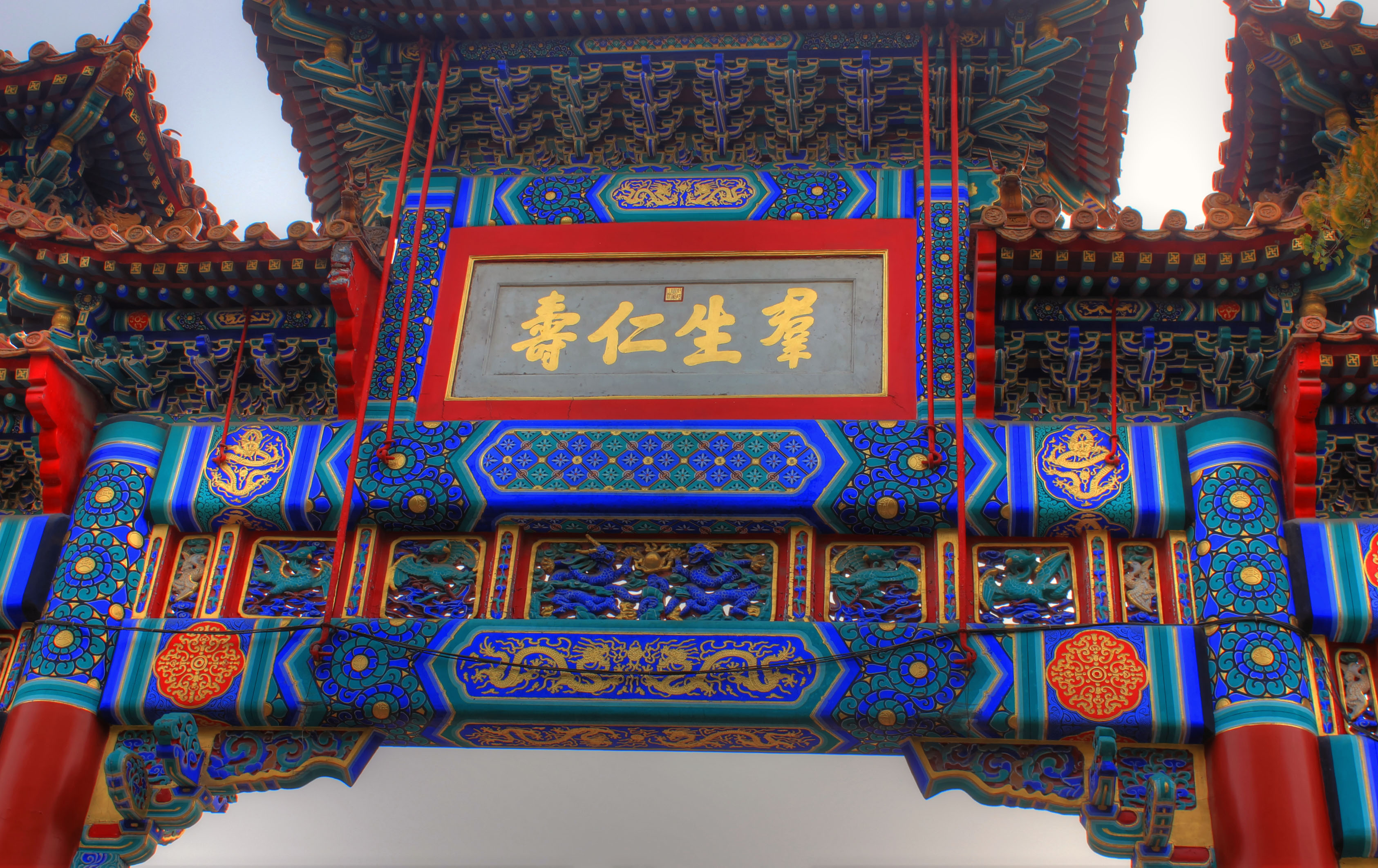
Un Paifang amb la inscripció "群生仁壽" a l'entrada del recinte
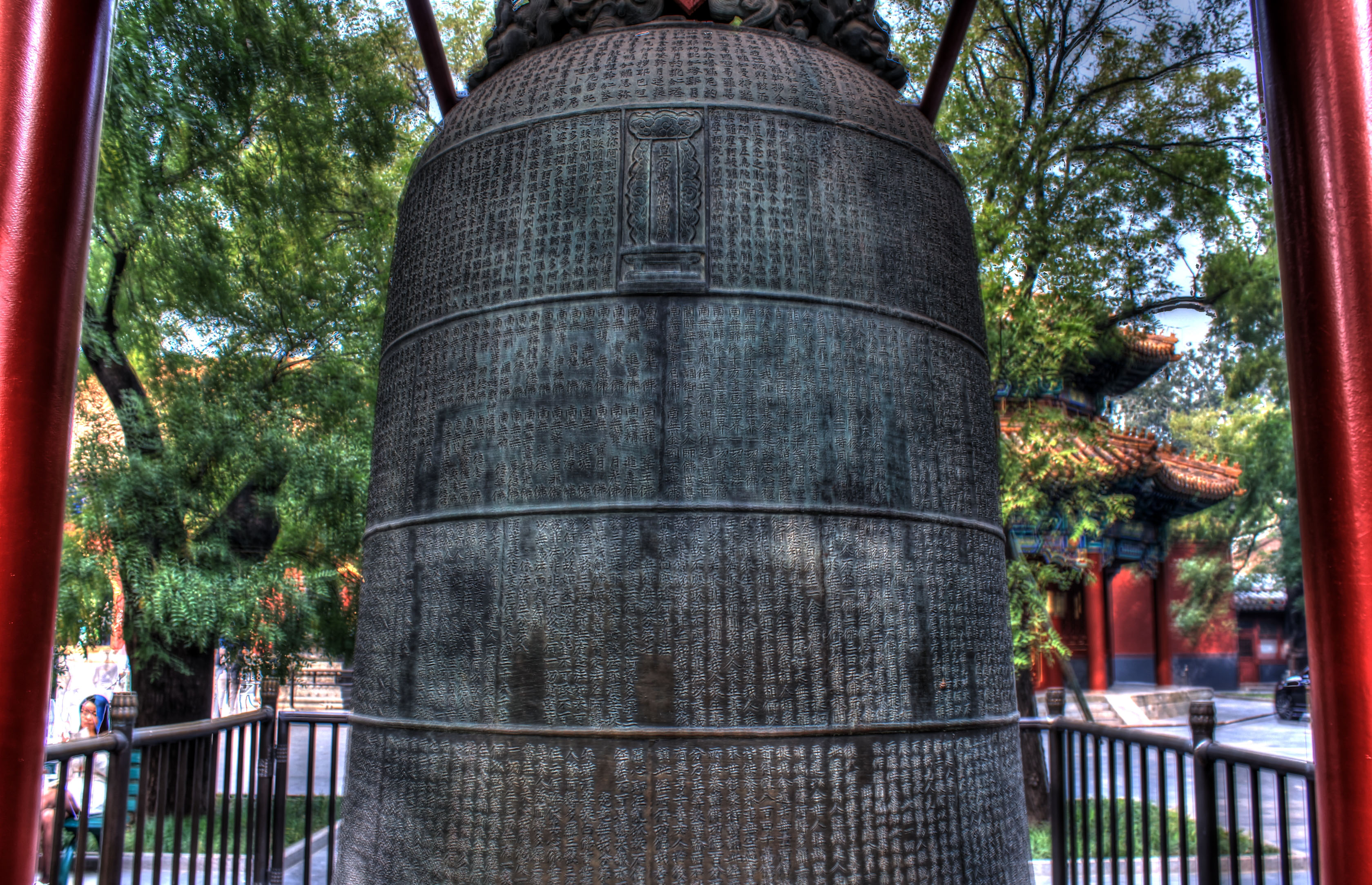
Campana
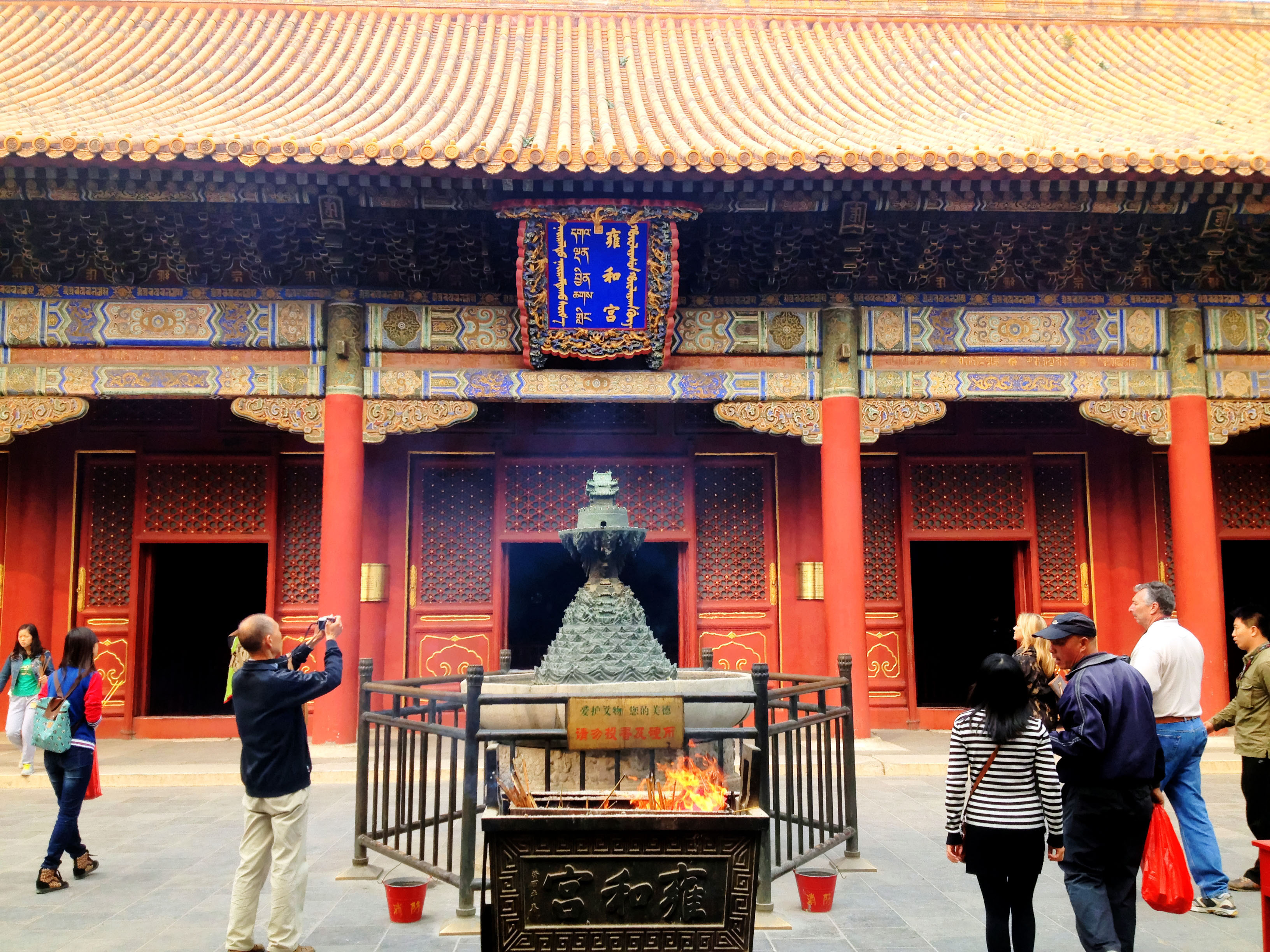
La sala de la pau i l'harmonia (雍和宮)
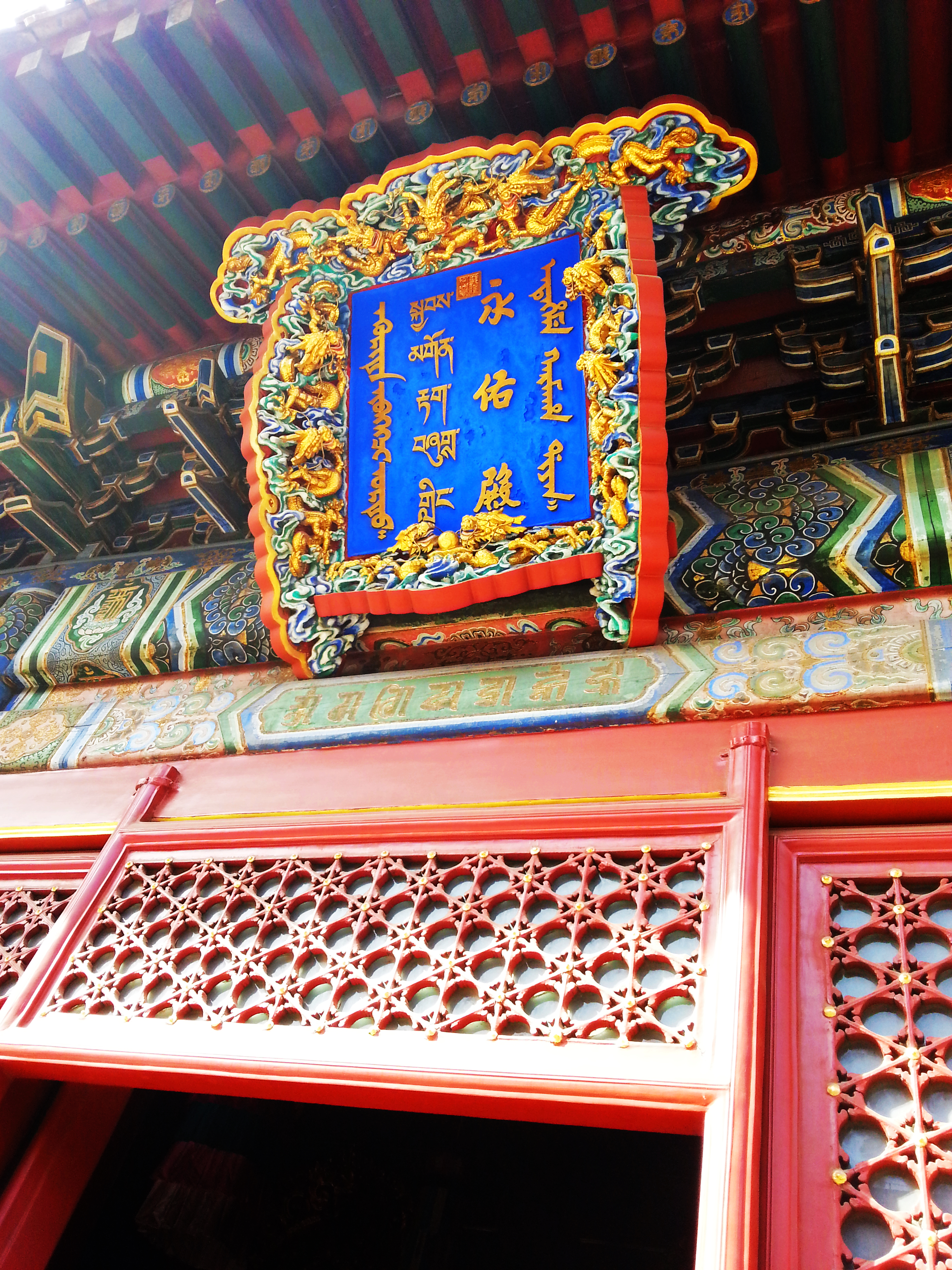
La sala de la protecció eterna(永佑殿)
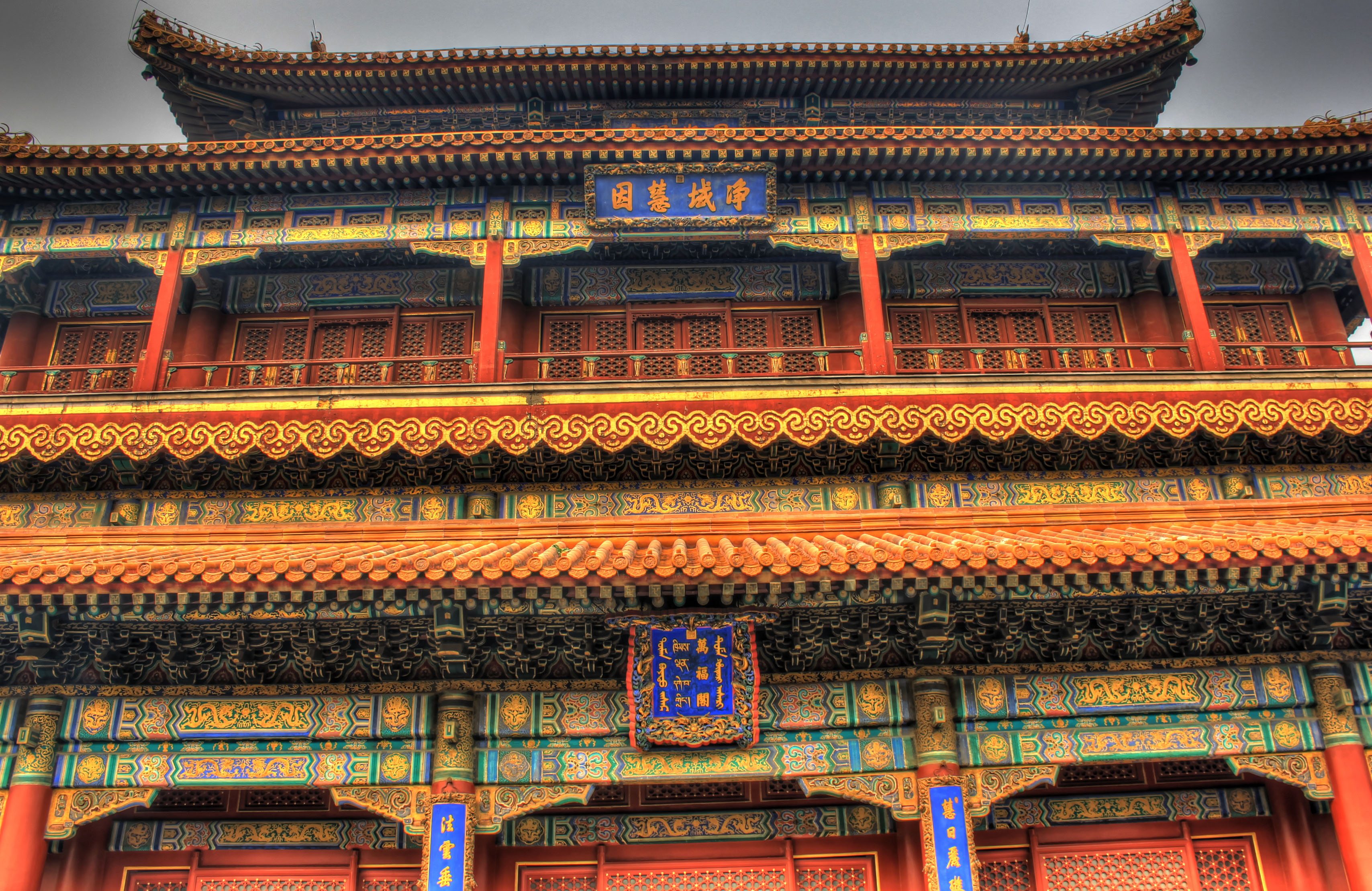
El pavelló de les deu mil felicitats (萬福閣)
El pavelló de les deu mil felicitats
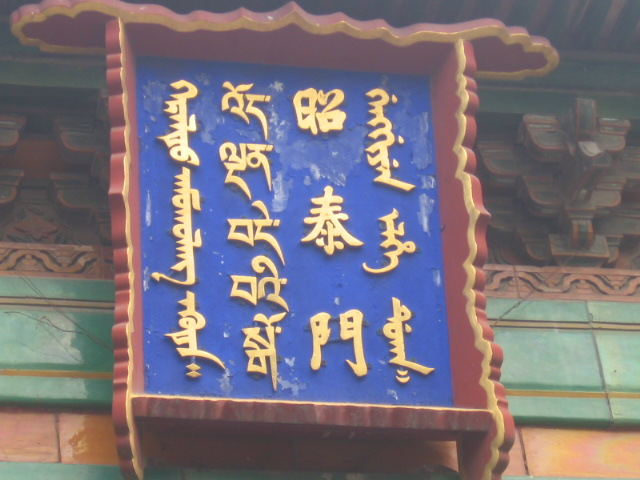
Símbol auspiciós en una de les portes (昭泰門)
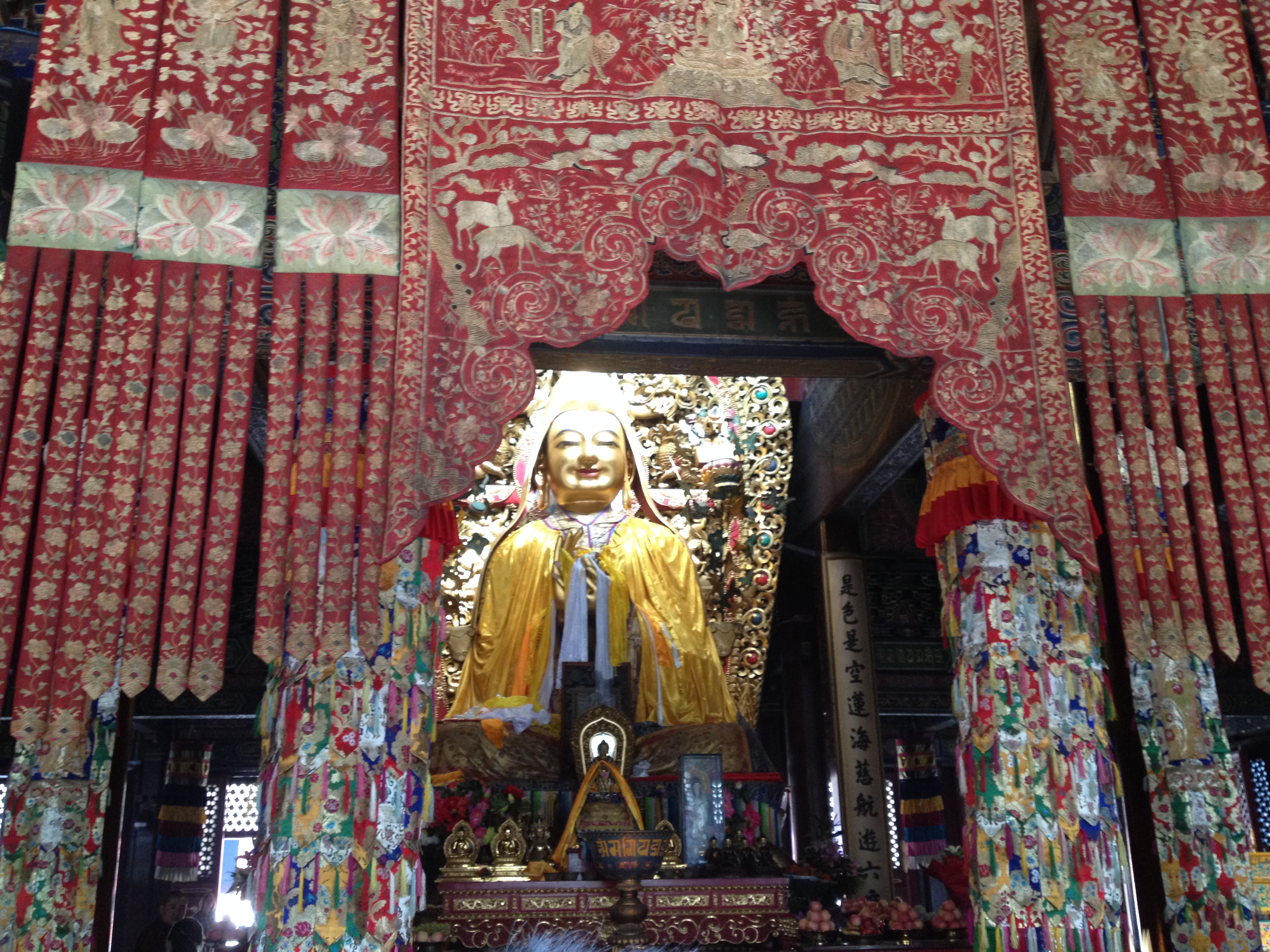
Escultura de Tsongkhapa
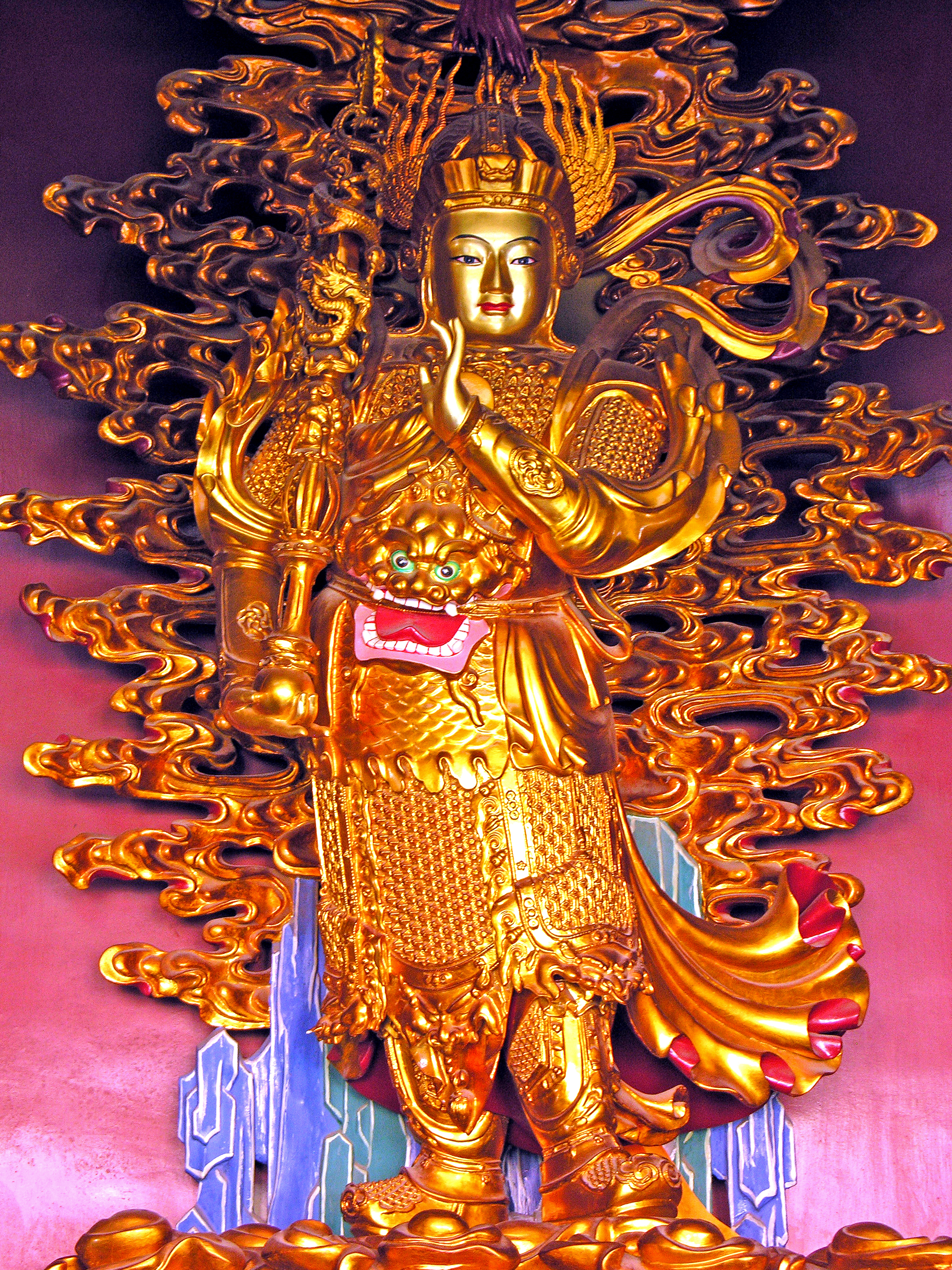
Escultura d'Skanda, en xinès, Wei Luo
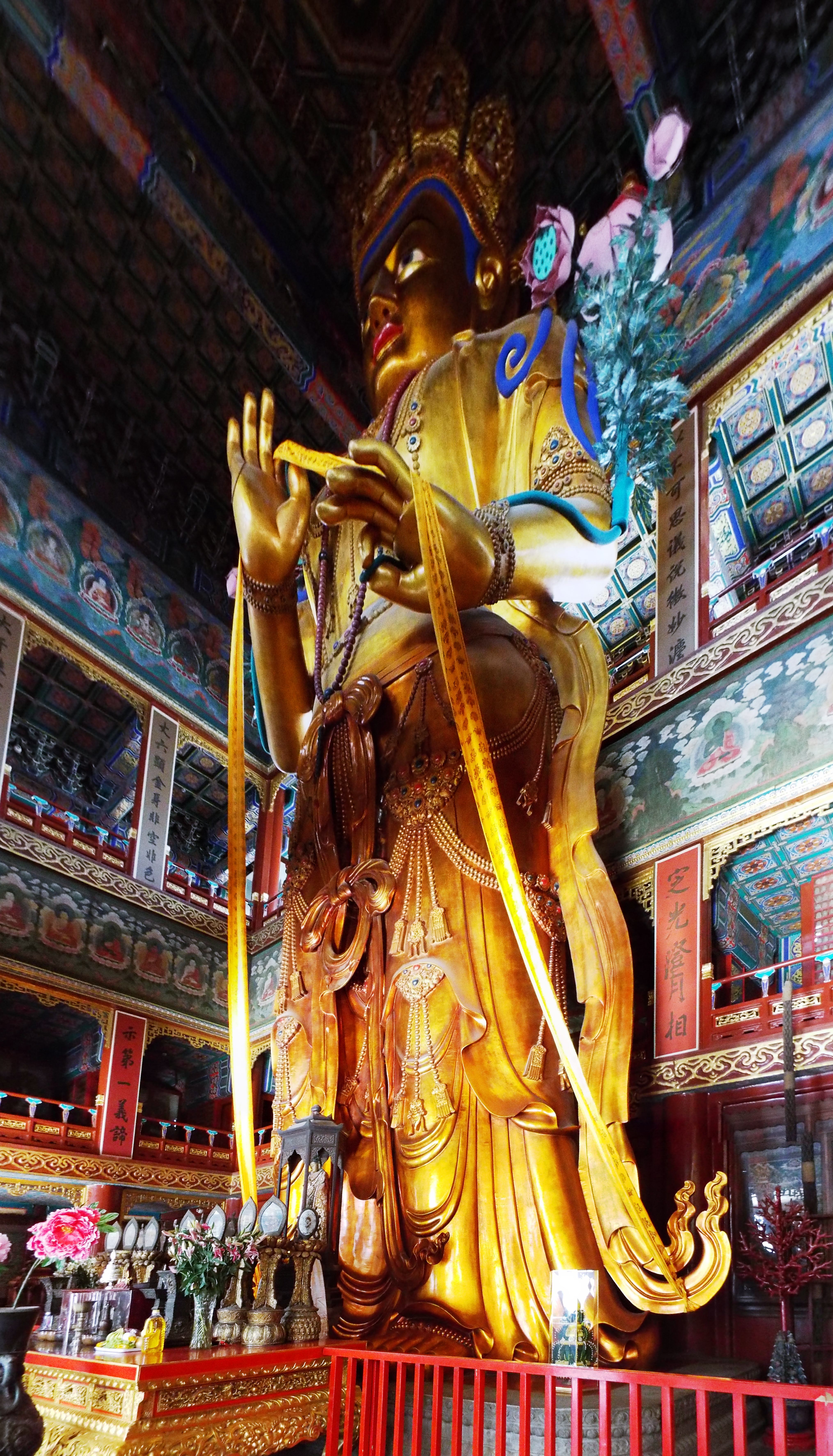
Escultura del Buda del futur, Maitreya
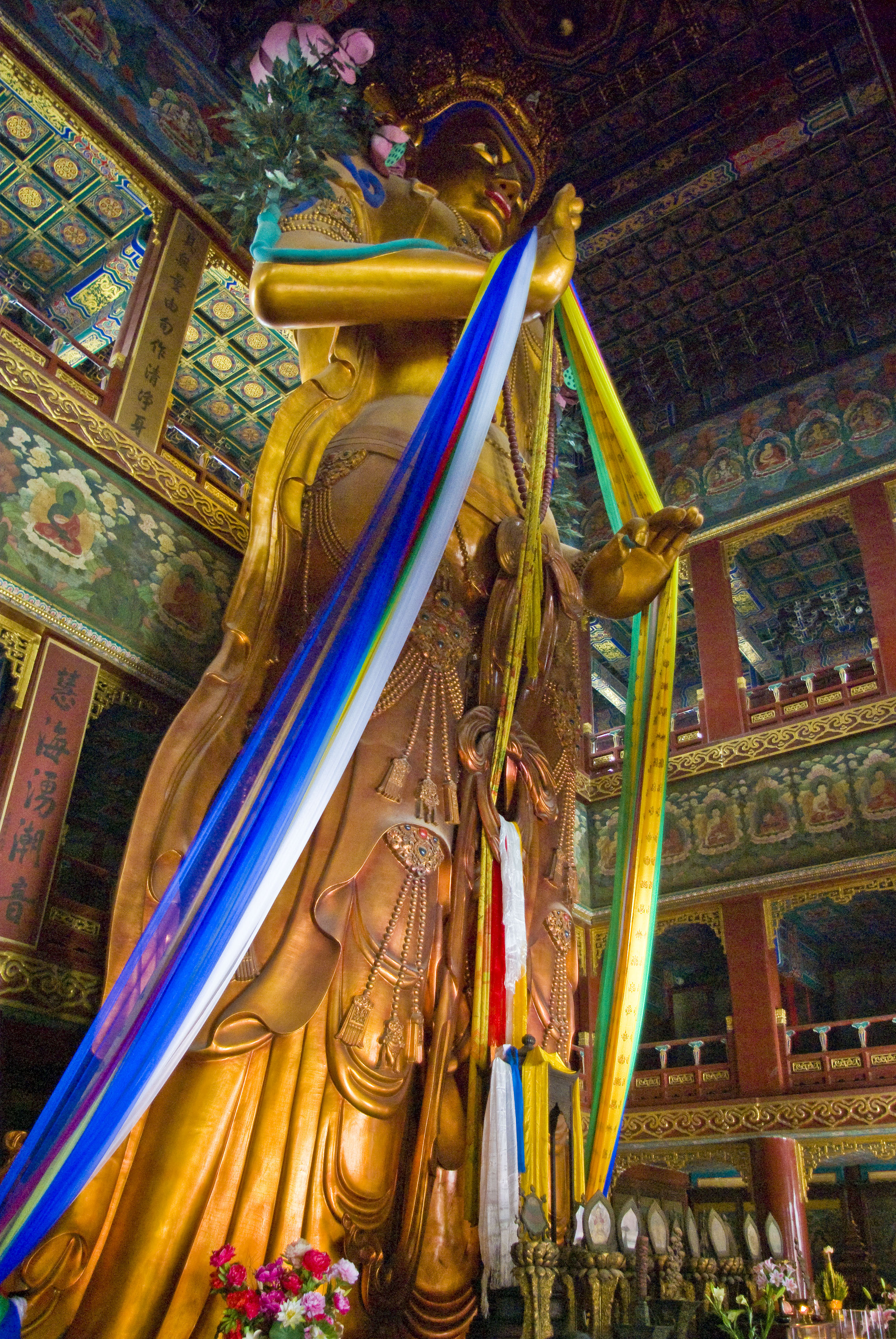
Escultura del Buda del futur, Maitreya
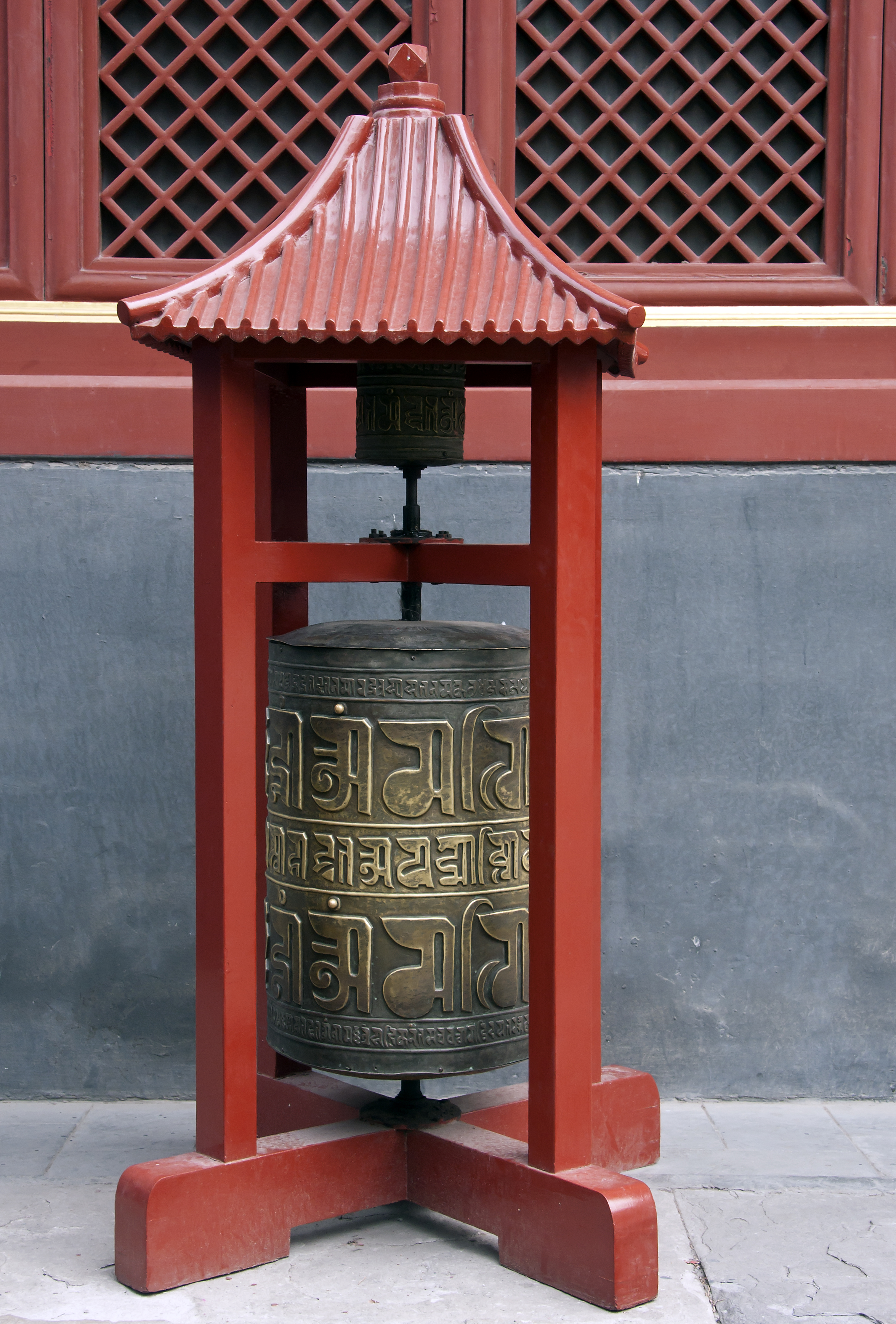
Roda de pregàries
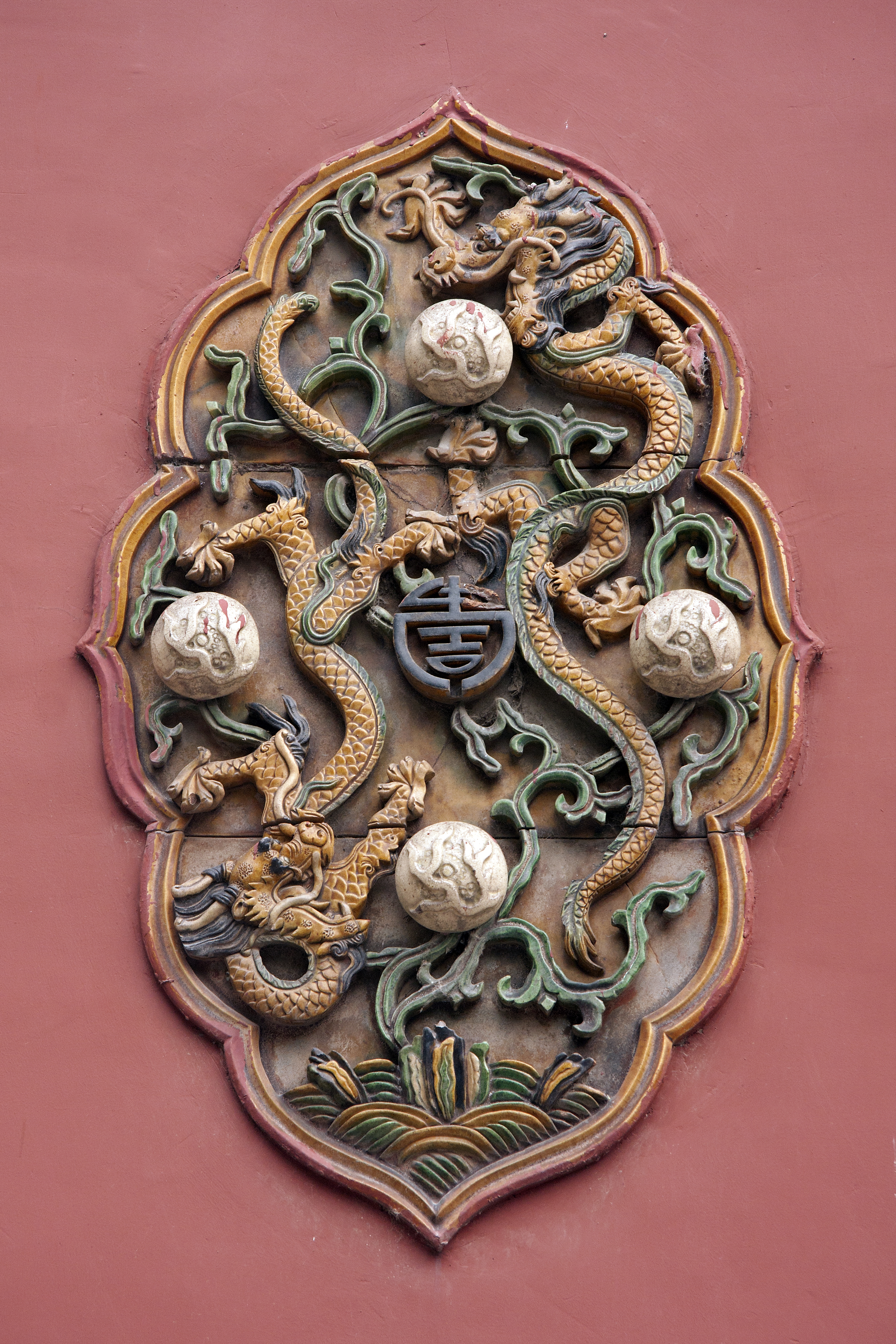
Detall de la decoració mural
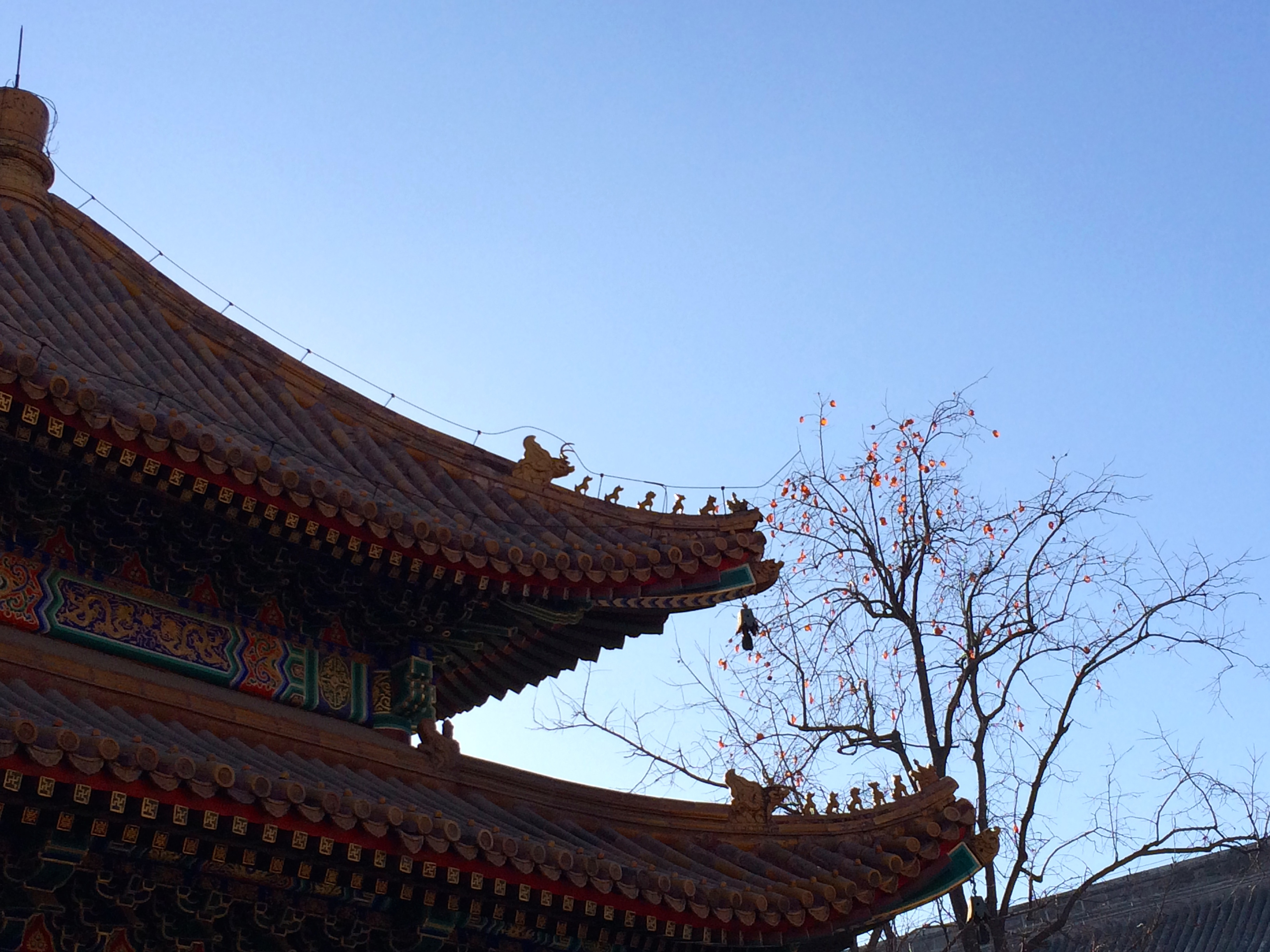
Coberta del temple
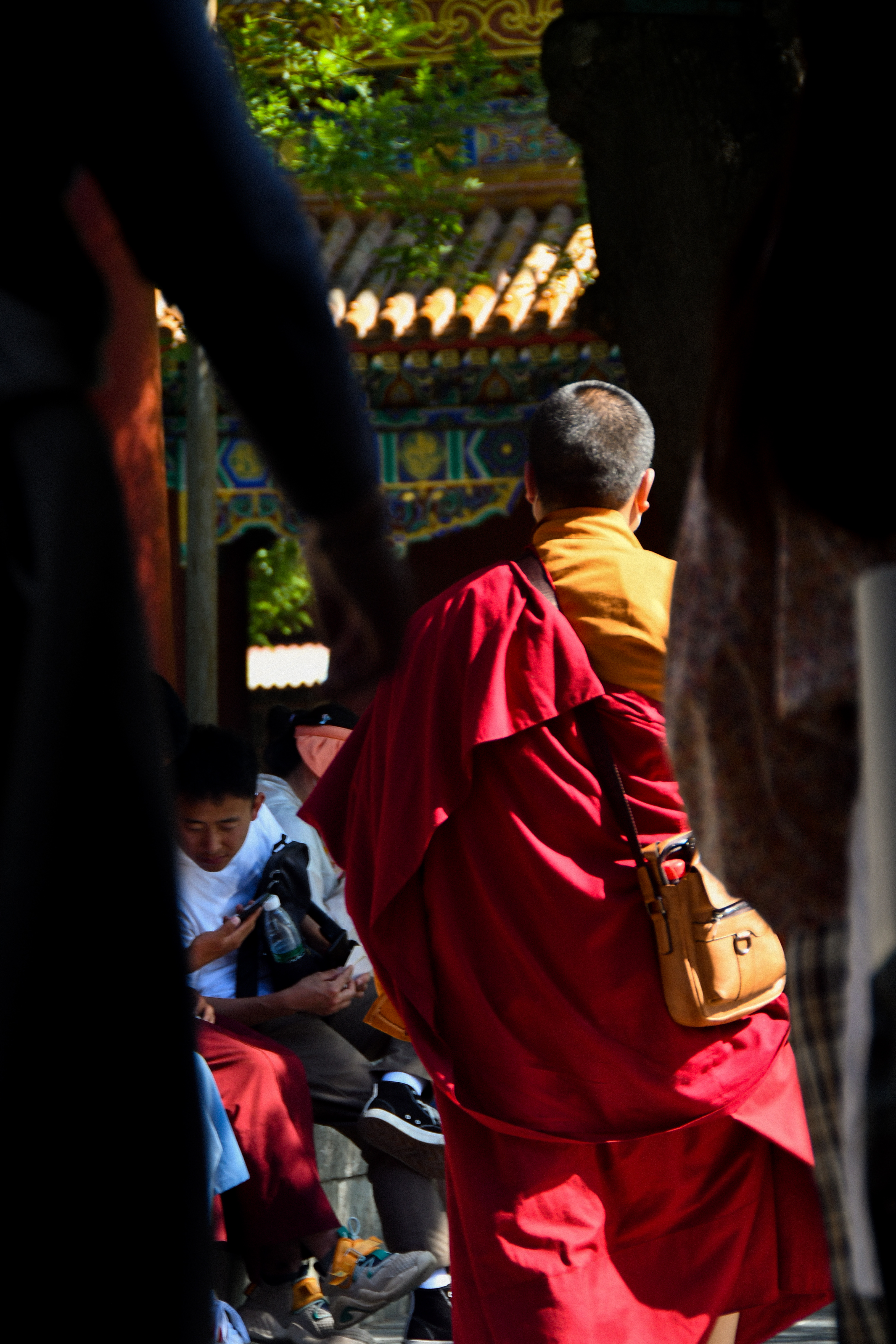
Monjos budistes
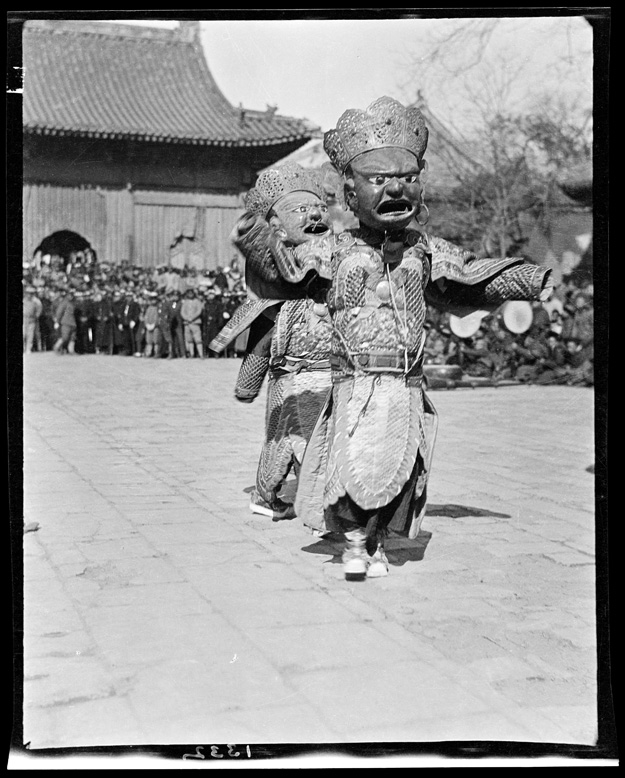
Dansa Cham celebrada el 1919